# Miyata (Fukuoka)
Miyata (jap. 宮田町 Miyata-machi) war eine Gemeinde im Landkreis Kurate in der Präfektur Fukuoka in Japan.

## Geschichte
Miyate schloss sich am 11. Februar 2006 mit Wakamiya zusammen, um die Stadt Miyawaka zu gründen.